# Agapetus viricatus
Agapetus viricatus är en nattsländeart som beskrevs av Malicky och Chantaramongkol 1992. Agapetus viricatus ingår i släktet Agapetus och familjen stenhusnattsländor. Inga underarter finns listade i Catalogue of Life.